# Bienal Internacional de Humor
Bienal Internacional de Humor foi um evento realizado em São Paulo em 1997 com o tema "Sem AIDS com amor". O evento foi organizado por Estação das Artes, Jal & Gual Comunicação e Central Geral dos Trabalhadores (CGT). O evento recebeu cerca de 3 mil cartuns de 47 países (todos com o tema "Aids"), dos quais 180 foram selecionados para o catálogo e a exposição.
O evento ganhou o 10º Troféu HQ Mix na categoria "Melhor exposição".